# Б'ют (Шотландія)

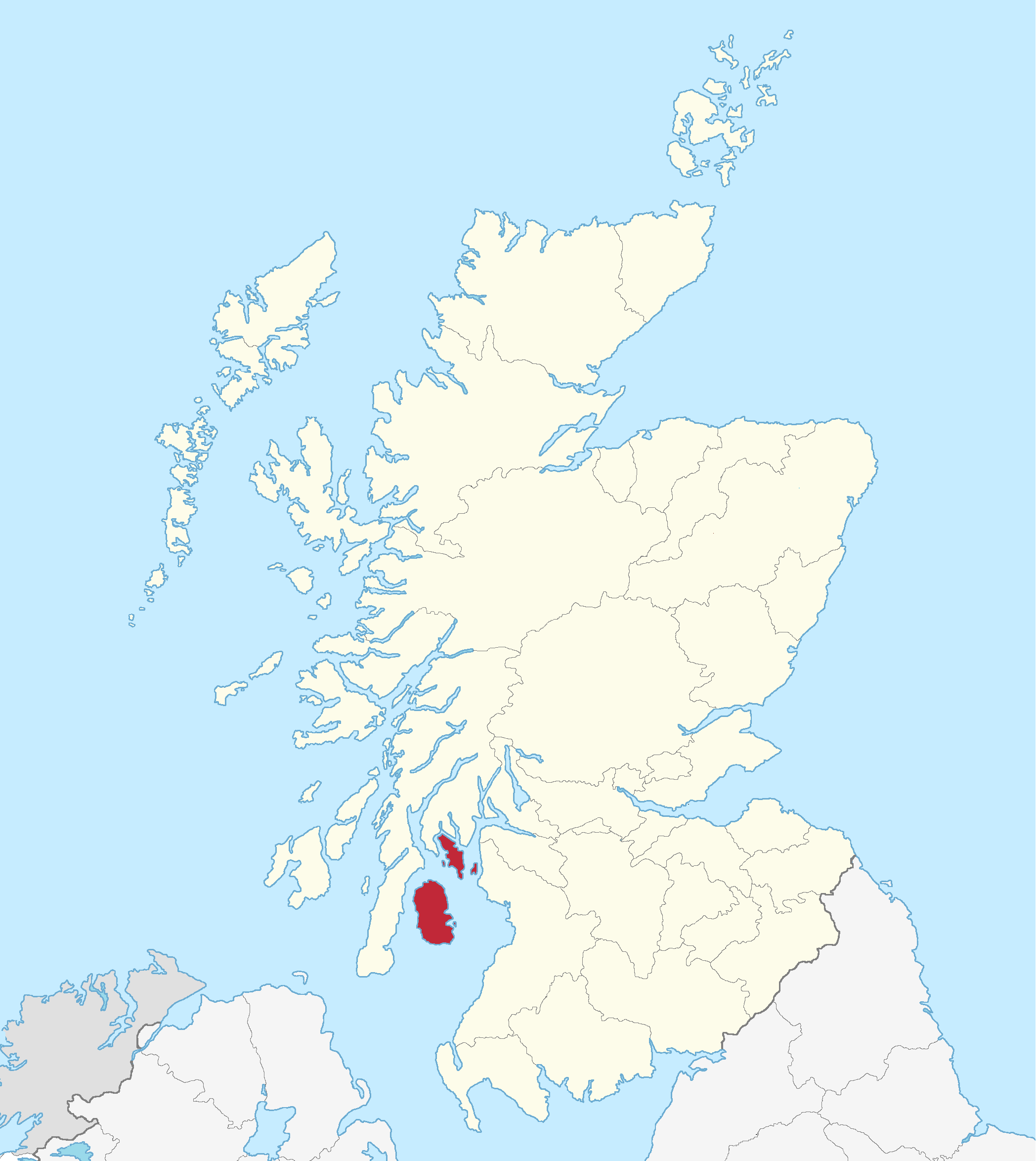
Межі історичної області Б'ют

 Б'ют (шотл. гел. Bhoid; англ. Bute) — острів та розташована на ньому історична область на заході Шотландії, в затоці Ферт-оф-Клайд. Наразі ця територія входить до складу області Аргілл-і-Б'ют.
Найбільше місто Б'юта — Ротсей, розташоване на східному березі острова. Замок Ротсей історично був одним із центрів володінь Стюартів, королівської династії Шотландії та Англії. Рельєф острова Б'ють невисокий, переважають пагорби та родючі прибережні низовини. Вузька протока відділяє північну частину острова від півострова Ковал.
Територія Б'юта досить рано була заселена скоттами, переселенцями з Ірландії та увійшла до складу гельського королівства Дал Ріада. У 843 році Дал Ріада об'єдналося з Королівством піктів, утворивши Шотландську держава. У цей час на територію західного узбережжя з'явилися норвезькі вікінги. У середині XII століття Б'ют увійшов до складу гельського Королівства островів на чолі з Сомерледом. Близько 1200 року Б'ют захопили Стюарти, англо-шотландський рід, основні володіння якого перебували в Клайдсайді. Після того як Роберт Стюарт став у 1371 році королем Шотландії, Б'ют увійшов до складу королівського домену.
З 1398 року спадкоємець короля Шотландії став носити титул герцога Ротсея, на честь головного замку Стюартів на острові Б'ют. Цей титул дотепер використовується спадкоємцем престолу Великої Британії принцом Уельським. Наразі королі не мають земель на Б'ют. У 1703 році титул графів (з 1796 — маркізів) Б'юта отримали представники однієї з молодших гілок дому Стюартів.